# Viale Europa
Viale Europa è una strada di Roma che collega i lati est e ovest del quartiere Europa tra viale Umberto Tupini e viale dell'Arte.

## Storia
Fu progettata nel 1937 all'interno del piano quinquennale per edificare il quartiere dell'Esposizione universale di Roma (EUR) del 1942 come strada perpendicolare alla costruenda via dell'Impero (poi ribattezzata via Cristoforo Colombo). La strada fu completata insieme al resto del quartiere nel dopoguerra e fu intitolata al continente europeo nel 1953.

## Percorso
La strada ha inizio dal piazzale omonimo dove si trova la basilica dei Santi Pietro e Paolo, da cui inizia una cordonata. Lungo il viale si trovano il Museo storico della comunicazione, l'incrocio con via Cristoforo Colombo, le Torri Ligini e il Nuovo Centro Congressi (la cosiddetta Nuvola) realizzata da Massimiliano Fuksas. La strada prosegue fino al Piazzale degli Archivi, dove ha sede l'Archivio Centrale dello Stato.

## Topografia

### Quartieri e zone attraversate
- Quartiere Europa
- EUR
- Eur